# Heterodermia archeri
Heterodermia archeri är en lavart som beskrevs av Elix. Heterodermia archeri ingår i släktet Heterodermia och familjen Physciaceae.   Inga underarter finns listade i Catalogue of Life.